# Campeonato Mundial de Memoria

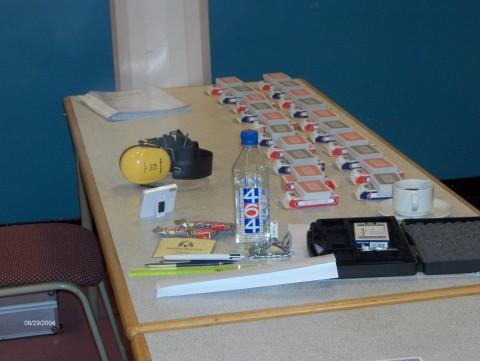
Cartas preparadas para ser usadas en la competición

El Campeonato Mundial de Memoria es una competición de memoria en el que los competidores memorizan la mayor cantidad de información posible dentro de un período de tiempo determinado. El campeonato se lleva a cabo anualmente desde 1991, con la excepción del año 1992. Fue creado a iniciativa por Tony Buzan y cofundado por Tony Buzan y Raymond Keene. Continúa siendo organizado por el World Memory Sports Council (WMSC), que fue fundado conjuntamente por Tony Buzan y Ray Keene. En 2016, debido a la disputa entre algunos jugadores y la WMSC, se lanzó la Asociación Internacional de la Memoria (IAM), produciéndose un cisma. A partir de 2017, ambas organizaciones han organizado sus propios campeonatos mundiales.
El Campeonato Mundial de Memoria, es una competición de memoria en el que los competidores memorizan la mayor cantidad de información posible dentro de un período de tiempo determinado. El campeonato se lleva a cabo anualmente desde 1991, con la excepción del año 1992. Fue creado a iniciativa por Tony Buzan y cofundado por Tony Buzan y Raymond Keene. Continúa siendo organizado por el World Memory Sports Council (WMSC), que fue fundado conjuntamente por Tony Buzan y Ray Keene. En 2016, debido a la disputa entre algunos jugadores y la WMSC, se lanzó la Asociación Internacional de la Memoria (IAM), produciéndose un cisma. A partir de 2017, ambas organizaciones han organizado sus propios campeonatos mundiales.

## Formato
Los Campeonatos del Mundo consisten en diez pruebas diferentes, donde los competidores deben memorizar todo lo que puedan en un período de tiempo determinado: 
- 1-  Imágenes abstractas
- 2- Números binarios
- 3- Números al azar
- 4- Nombres y caras
- 5- Números rápidos
- 6- Fechas históricas/futuras
- 7- Cartas aleatorias
- 8- Palabras aleatorias
- 9- Números hablados
- 10- Cartas rápidas (siempre la última disciplina)

## Ganadores

### Campeones del mundo indiscutibles (1991-2016)
| #  | Año  | Lugar        | Campeón          |
| -- | ---- | ------------ | ---------------- |
| 1  | 1991 | Londres      | Dominic O'Brien  |
| 2  | 1993 | Londres      | Dominic O'Brien  |
| 3  | 1994 | Londres      | Jonathan Hancock |
| 4  | 1995 | Londres      | Dominic O'Brien  |
| 5  | 1996 | Londres      | Dominic O'Brien  |
| 6  | 1997 | Londres      | Dominic O'Brien  |
| 7  | 1998 | Londres      | Andi Bell        |
| 8  | 1999 | Londres      | Dominic O'Brien  |
| 9  | 2000 | Londres      | Dominic O'Brien  |
| 10 | 2001 | Londres      | Dominic O'Brien  |
| 11 | 2002 | Londres      | Andi Bell        |
| 12 | 2003 | Kuala Lumpur | Andi Bell        |
| 13 | 2004 | Mánchester   | Ben Pridmore     |
| 14 | 2005 | Oxford       | Clemens Mayer    |
| 15 | 2006 | Londres      | Clemens Mayer    |
| 16 | 2007 | Baréin       | Gunther Karsten  |
| 17 | 2008 | Baréin       | Ben Pridmore     |
| 18 | 2009 | Londres      | Ben Pridmore     |
| 19 | 2010 | Cantón       | Wang Feng        |
| 20 | 2011 | Cantón       | Wang Feng        |
| 21 | 2012 | Londres      | Johannes Mallow  |
| 22 | 2013 | Londres      | Jonas von Essen  |
| 23 | 2014 | Hainan       | Jonas von Essen  |
| 24 | 2015 | Chengdu      | Alex Mullen      |
| 25 | 2016 | Singapur     | Alex Mullen      |

### IAM  campeones(2017–presente)
| 1 | 2017 | Yakarta              | Alex Mullen          | Champion             |                      |                      |                      |
| 2 | 2018 | Viena                | Johannes Mallow      | Non-Champion         |                      |                      |                      |
| 3 | 2019 | Zhuhai               | Andrea Muzii         | Non-Champion         |                      |                      |                      |
| - | 2020 | Competition Not Held | Competition Not Held | Competition Not Held | Competition Not Held | Competition Not Held | Competition Not Held |
| - | 2021 | Competition Not Held | Competition Not Held | Competition Not Held | Competition Not Held | Competition Not Held | Competition Not Held |
| - | 2022 | Competition Not Held | Competition Not Held | Competition Not Held | Competition Not Held | Competition Not Held | Competition Not Held |
| 4 | 2023 | Mumbai               | Tenuun Tamir         | Non-Champion         |                      |                      |                      |

### WMSC campeones(2017–presente)
| #  | Año  | Lugar        | Campeón              | Combined Rankings |
| -- | ---- | ------------ | -------------------- | ----------------- |
| 26 | 2017 | Shenzhen     | Munkhshur Narmandakh | Non-Champion      |
| 27 | 2018 | Hong Kong    | Wei Qinru            | Champion          |
| 28 | 2019 | Wuhan        | Ryu Song I           | Champion          |
| 29 | 2020 | Karachi§     | Emma Alam            | -                 |
| 30 | 2021 | Ulaanbaatar§ | Munkhshur Narmandakh | -                 |
| 31 | 2022 | Ulaanbaatar§ | Tenuun Tamir         | -                 |
| 32 | 2023 | Sanya        | Huang Jinyao         | Champion          |

|}
- § – Los atletas generalmente compitieron en sus respectivos países dadas las restricciones de COVID-19, y los resultados se combinaron para determinar el campeón mundial. Sólo pudieron participar atletas de países con un consejo nacional (la gran minoría).